# Kirsten Peetoom
Kirsten Peetoom (Badhoevedorp, 1 oktober 1988) is een wielrenner en mountainbiker uit Nederland.
In 2016 won ze de Ronde van Bochum, een Duitse eendagswedstrijd.
In 2017 werd ze derde in de Hondsrug Classic, een mountainbikewedstrijd.
De Baat · De Boer · Eshuis · Van Gogh · Van den Hoek · Hoeksma · Markus · Otten · Peetoom · Post · Van de Ree · Rooijakkers · Slik · Soemanta · Tromp